# 皮利納區

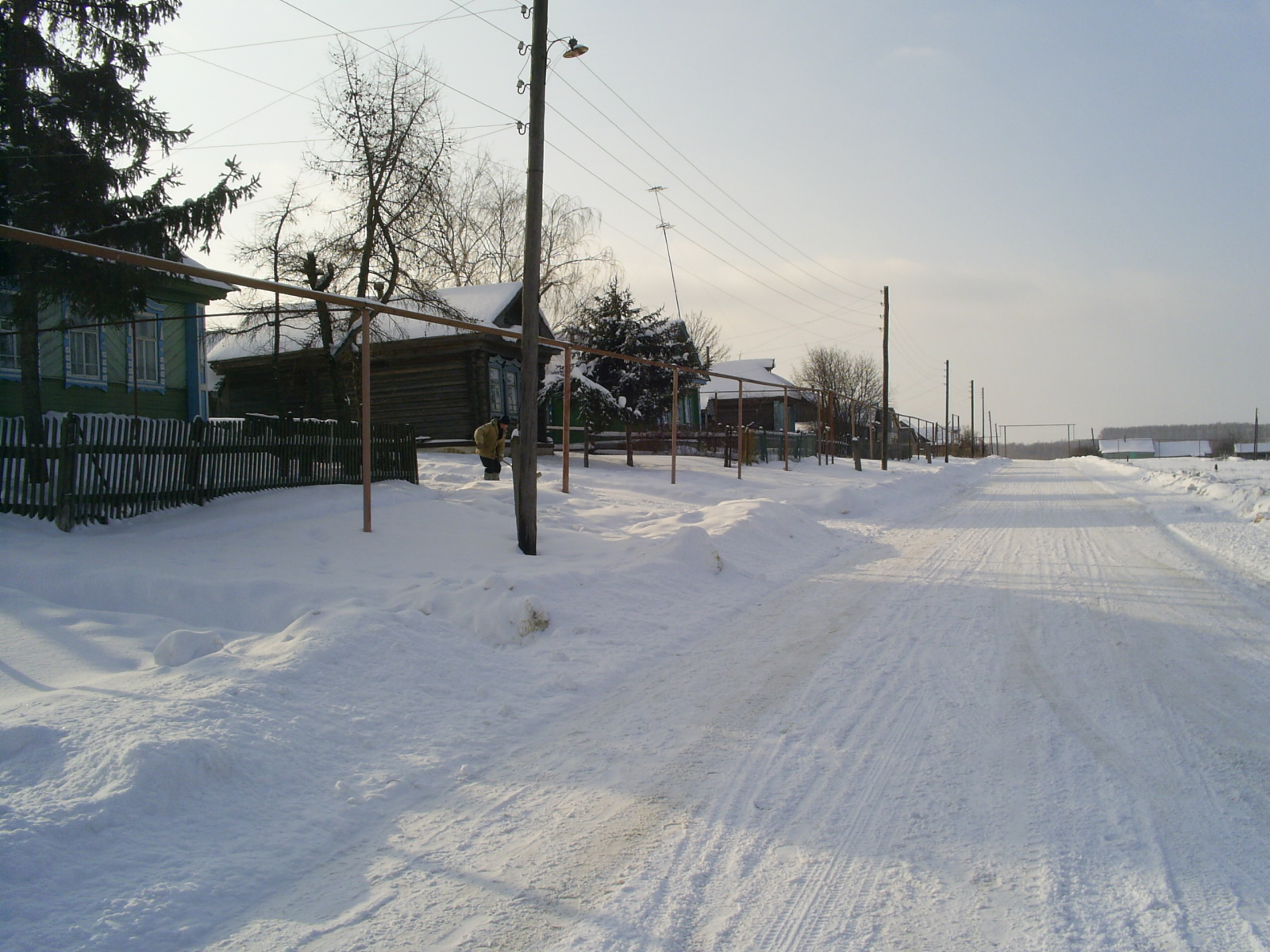

55°33′N 45°55′E / 55.550°N 45.917°E
皮利納區（俄语：Пильнинский район）是俄羅斯的一個區，位於該國西部，由下諾夫哥羅德州負責管轄，始建於1929年，面積1,312.9平方公里，2010年人口21,960，人口密度每平方公里16.73人。